# Jan Kotěra

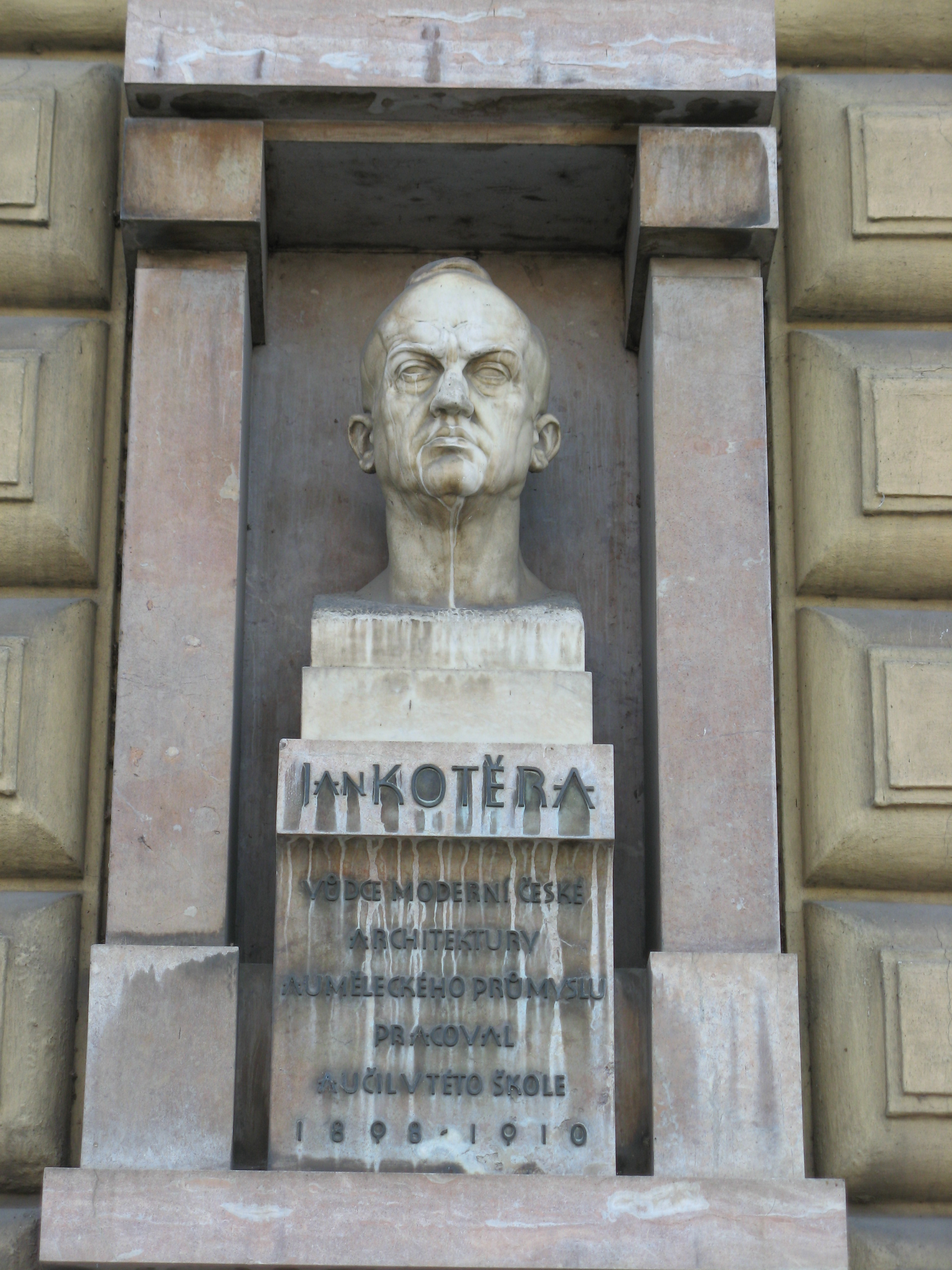
Popiersie w Pradze

Jan Kotěra (ur. 18 grudnia 1871 w Brnie, zm. 17 kwietnia 1923 w Pradze) – czeski architekt, malarz i grafik, tworzący w stylu secesji. Studiował architekturę w Wiedniu, będąc pod silnym wpływem Ottona Wagnera. Jego uczniem był Josef Gočár.

## Realizacje
- Muzeum Wschodnich Czech